# Holcaeus gracilentus
Holcaeus gracilentus är en stekelart som först beskrevs av Boucek 1954.  Holcaeus gracilentus ingår i släktet Holcaeus och familjen puppglanssteklar. Arten är reproducerande i Sverige. Inga underarter finns listade i Catalogue of Life.